# Adaptació (lingüística)
El terme adaptació té dos significats diferents en sociolingüística. Pot representar tant a un aspecte del fenomen del manlleu lingüístic (microsociolingüística) com a un dels quatre tipus de procés d'inserció d'un parlant (o d'una comunitat de parlants) en un context lingüístic diferent al d'origen (macrosociolingüístic).

## Com a aspecte del manlleu lingüístic
El manlleu lingüístic és una de les formes més importants d'enriquiment lingüístic. L'importació d'un manlleu pot tenir lloc de diferents maneres: en particular, es pot realitzar amb o sense una modificació dels fonemes i morfemes de la paraula original. Aquesta modificació té com a objectiu ordenar fonemes i morfemes als sistemes fonològics i morfològics de la llengua receptora. Així, per exemple, la paraula catalana flaix és el producte de l'adaptació de la paraula anglesa flash, mentre que la paraula russa perestroika es presta al català sense adaptacions: de fet, no són considerades com a adaptacions aquelles "interferències d'entonació inconscients" que fan que un catalanoparlant pronunciï el terme de manera diferent a un parlant nadiu de rus (rus: перестройка escolta (?·pàg.), [pʲɪrʲɪˈstrojkə]).

## Com a procés d'inserció d'un altaveu
Hi ha quatre maneres en què un parlant (o una comunitat de parlants) s'insereix en un context lingüístic diferent del que prové:
- integració: acceptació total del nou context cultural i lingüístic
- alienació: rebuig total al nou context cultural i lingüístic
- anomia: manca de reconeixement de la pertinença a un context cultural i lingüístic
- adaptació

L'adaptació representa una forma variada d'integració, en la qual un parlant (o una comunitat de parlants) accepta el nou context sense la "valentia imposant" que pot caracteritzar la integració.

## Nota
1. 1 2 3 4   Gian Luigi Beccaria. Dizionario di linguistica e di filologia, metrica, retorica (en italià). Nuova edizione.  Torino: Einaudi, 2004. ISBN 978-88-06-16942-8.